# Steel on a Mission
Steel on a Mission je drugi studijski album repera Lil' ½ Deada koji je objavljen 21. svibnja 1996. godine. Album je objavljen pod diskografskom kućom Priority Records. Izvršni producenti su K-Phix i Tracy Kendrick, a gosti na albumu su MC Chill, Chaos, Tyme 4 Change, Quicc 2 Mac i Hostyle. Album je na top ljestvici Billboard R&B/Hip-Hop Albums debitirao na poziciji broj 59, a na top ljestvici Billboard Heatseekers Albums na poziciji broj 23. Album je proizveo tri singla "Southern Girl", "Low Down" i "Young HD". Pjesme "Low Down" i "Young HD" su objavljeni kao promotivni singlovi. Za pjesmu "Southern Girl" objavljen je spot.

## Popis pjesama
| Br. | Skladba                                              | Producent                               | Trajanje |
| --- | ---------------------------------------------------- | --------------------------------------- | -------- |
| 1.  | »Steel on a Mission '96«                             | Tracy Kendrick, Damon Rose              | 4:04     |
| 2.  | »Low Down« (featuring Quicc 2 Mac)                   | Tracy Kendrick, K-Phlx                  | 4:23     |
| 3.  | »Southern Girl«                                      | Tracy Kendrick, Courtney Branch, K-Phlx | 4:03     |
| 4.  | »Back in the Day«                                    | Tracy Kendrick, K-Phlx                  | 4:43     |
| 5.  | »Givin' It Up« (featuring Hostyle)                   | Tracy Kendrick, Warryn Campbell         | 5:08     |
| 6.  | »Young HD« (featuring Tyme 4 Change)                 | Tracy Kendrick, Damon Rose              | 4:29     |
| 7.  | »If You Don't Know« (featuring Hostyle)              | Tracy Kendrick, K-Phlx                  | 4:26     |
| 8.  | »Still Rollin'« (featuring Quicc 2 Mac)              | Tracy Kendrick, Damon Rose              | 4:36     |
| 9.  | »Gotta Git Cha« (featuring MC Chill & Tyme 4 Change) | Tracy Kendrick, K-Phlx                  | 4:22     |
| 10. | »Cavvy Sounds« (featuring Chaos)                     | Tracy Kendrick, Damon Rose              | 4:29     |

## Top ljestvice
| Top ljestvica (1996.)              | Završna pozicija |
| ---------------------------------- | ---------------- |
| SAD (Billboard R&B/Hip-Hop Albums) | 59               |
| SAD (Billboard Heatseekers Albums) | 23               |

## Nadnevci objavljivanja
| Država                     | Nadnevak          | Format                     | Diskografska kuća | Izvor |
| -------------------------- | ----------------- | -------------------------- | ----------------- | ----- |
| Sjedinjene Američke Države | 21. svibnja 1996. | CD, LP, digitalni download | Priority Records  | [ 5 ] |

## Vanjske poveznice
- Steel on a Mission na Allmusicu
- Steel on a Mission na Discogsu